# Columbia Center
Columbia Center (dříve Bank of America Tower a Columbia Seafirst Center) je nejvyšší mrakodrap ve městě Seattle a nejvyšší ve státě Washington. Má 76 nadzemních a 7 podzemních pater. Díky výšce 285 metrů je 20. nejvyšší budovou ve Spojených státech.
Budova slouží převážně pro administrativní účely a navrhl ji architekt Chester L. Lindsey. Stavební práce na budově začaly v roce 1982 a byly ukončeny v roce 1985.
Nachází se mezi ulicemi Cherry St. a Columbia St. a mezi 4. a 5. Avenue.
Největší nájemníci v budově jsou firmy Bank of America, DLA Piper LLP (US) a Amazon.com.